# Het alziend oog in de nachtspiegel
'Het alziend oog in de nachtspiegel' is een essay van de Nederlandse schrijver Willem Frederik Hermans over de roman De avonden van Simon van het Reve, in januari 1948 verschenen in het tijdschrift Criterium. Het wordt beschouwd als één van de belangrijkste reacties op het boek en is ook relevant voor de poëticale opvattingen van Hermans. Reve schreef aan Hermans 'zeer getroffen' te zijn door het stuk. Literatuurhistorici halen het essay nog steeds aan wanneer De avonden wordt beschreven in literatuurgeschiedenissen.

## Ontstaansgeschiedenis
In september 1947 bracht Hermans als redacteur van het tijdschrift Criterium een kennismakingsbezoek aan Reve. Aan mederedacteur Adriaan Morriën taxeerde hij Reve als 'niet erg intelligent en [hij] heeft iets antipathieks.' Reve geloofde 'aan "tekens"' en beweerde dat 'mijn moeder suikerziekte had (wat niet waar is).' De biograaf van Reve, Nop Maas, ziet in deze kennismaking de reden dat Hermans in het essay portretteerde als een vertegenwoordiger van 'wat men "de moderne jeugd" noemt, dus het product van een de-intellectualiseringsproces. Daardoor geen intrigue, geen probleem.'
In mei 1947 was het eerste hoofdstuk van De avonden verschenen in Criterium. Na zijn bezoek kreeg Hermans kennelijk het hele typoscript mee. Hermans las het typoscript en sprak in een brief van 19 september 1947 zijn waardering tegen Reve uit. 'Het boek is buitengewoon eentonig, maar ik heb mij geen ogenblik verveeld. Het einde is werkelijk een soort apotheose.' Wel had hij kritiek op de passieve houding van de hoofdpersoon, die 'geen enkel initiatief ontplooide en geen toekomstplan had', waardoor de lezer de kans kreeg zich beter te voelen dan de hoofdpersoon. 'Er is niemand die over zijn soms buitengewoon kwetsende en onbeschofte opmerkingen, werkelijk kwaad wordt. 't Komt ook wel doordat, helaas, sommige van zijn tegenspelers, Louis en Jaap vooral, erg op hem lijken.' De positieve aspecten van Frits, bijvoorbeeld wanneer die Bach door de radio hoort, vond Hermans erg goed uitgebeeld: 'Vooral door de grote soberheid en door wat er niet wordt gezegd.'

## Inhoud
Hermans schreef dat geen andere Nederlandse auteur de mens zo systematisch 'van onder af heeft bekeken als Simon van het Reve'. Hij vergeleek het boek met de beschrijving van een machine die wel alle zaken zoals draaiende raderen en druipende olie registreert, maar niet vermeldt waartoe de machine dient. Hij vergeleek het verbluffende observatievermogen van de auteur met het Hollandse realisme, zij het dat hier dan sprake was van 'een roman van internationale allure'. Hij meende dat de schrijver zelf het 'Alziend Oog' oftewel God was en aan het slot van het essay wees hij nadrukkelijk op 'het essentiële belang van het schrijverschap' voor Reve.
In Frits van Egters vermoedde Hermans 'een zelfportret' van Reve, zij het 'een zelfportret waarin juist zijn enige "bedoeling", zijn schrijverschap, is weggelaten.' Het was alsof Reve zich afvroeg: 'Hoe zou ik zijn wanneer ik niet schreef, wat zou er van mij overblijven?' De hoofdpersoon is illusieloos: 'Noch over zijn doeleinden, noch over enig verlangen naar verandering, wordt ook maar één woord gerept.'
Hermans zag een parallel tussen de neiging van Frits om zichzelf in de spiegel te observeren en de overeenkomst met zijn even passieve vrienden Jaap, Victor en Louis: 'Ook in zijn vrienden bekijkt hij voornamelijk zichzelf, of zichzelf zoals hij vreest te zullen worden.'

### De literaire context
In de periode waaruit het essay stamt, bediende Hermans zich vaak van existentialistische termen om Nederlandse auteurs te typeren. De avonden is volgens hem, 'om het modewoord dan maar te laten vallen, een absurd boek. Frits van Egters is aan zijn omgeving gehecht als Sisyphus aan zijn steen. Hij is absoluut alleen met zichzelf.' Volgens literatuurhistoricus Hugo Brems brachten vooral Hermans en Paul Rodenko de roman expliciet met het existentialisme in verband, onder meer doordat beiden het bestaan van Frits vergeleken met de 'absurde repetitieve arbeid van Sisyfus'.
Maas noemt de opmerkelijke namen met wie Hermans Reve verbindt: James Joyce, J. van Oudshoorn, Jean-Paul Sartre en Louis-Ferdinand Céline.

## Titelverklaring
Hermans schreef dat de lectuur van De avonden hem eraan herinnerde dat hij op een tentoonstelling ooit een 'objet surréaliste' van René Magritte zag, bestaande uit een cafétafel met daarop onder meer een bordje waarop 'een spiegelei geschilderd en het "geel" van dit spiegelei bestond uit een oog.' Later vernam hij dat 'pots de chambre', oftewel nachtspiegels, van enige eeuwen geleden, 'met een Alziend Oog op de bodem ingebakken.' Vervolgens ontkende Hermans dat de roman iets met het surrealisme te maken heeft, maar dat Reve 'de mens zo stelselmatig, zo zonder aarzeling, zij het niet zonder mededogen, "van onder af" bekijkt' zoals 'misschien nog geen auteur in onze taal' eerder deed.

## Hermans' poëtica
Hermans heeft waardering voor de wijze waarop Reve alledaagse handelingen in zijn roman verwerkt. In het boek worden 'systematisch alle handelingen, alle gezegden genoteerd, die in andere boeken het leven begeleiden en voor het grootste deel worden weggelaten' en de concentratie daarop 'houdt op zichzelf natuurlijk een program in.'
Hermans hecht meer waarde aan een consequent volgehouden romanconcept dan aan een verhaal of plot en daarom heeft hij waardering voor de roman, terwijl hij ook opmerkt dat zij 'volstrekt geen verhaal' heeft: 'Hij heeft niet de geschiedenis van een of andere menselijke onderneming ten grondslag, m.a.w. hij heeft geen intrigue.'
Volgens Maas gaat 'het essentiële belang van het schrijverschap' dat Hermans aan Reve toeschrijft, ook voor Hermans zelf op.

## Publicatiegeschiedenis
In januari 1948 verscheen het essay in de rubriek 'Kroniek van het proza' in het maandblad Criterium, bladzijde 36-42. Daarmee behoorde Hermans tot de eersten die in een literair tijdschrift over het boek schreven; enkele maanden later besprak Bert Schierbeek het boek in Het Woord en wijdde Podium een heel nummer aan De avonden.
In 1989 werd het herdrukt in een door G.F.H. Raat bijeengebrachte verzameling recensies en beschouwingen: Over De avonden (Schoorl: Uitgeverij Conserve), waar het bladzijde 117-134. In 2020 werd het essay opgenomen in deel 20 van Hermans' Volledige Werken, met ongebundeld werk uit de periode 1934-1952.

## Waarderingsgeschiedenis
Op 9 februari 1948 schreef Reve aan Hermans dat hij het stuk waardeerde: 'Ik was zeer getroffen door je recensie in Criterium. Er waren erg moeilijke stukken in, met Engelse citaten, maar raak was het.'
In De Vrije Katheder van 26 maart 1948 uitte Robert van Amerongen, die in de roman optreedt als Victor Poort, over zijn ongenoegen over het niveau van 'De literaire critiek en De avonden'. Op grond van 28 kritieken had hij weinig waardering voor de recensies, ook niet voor de positieve. Uitzonderingen waren de bespreking van Annie Romein-Verschoor en vooral die van Hermans.
Hermans ' eerste biograaf Hans van Straten omschrijft de beschouwing als 'een voortreffelijk essay'. De bespreking wordt ook aangehaald in literatuurgeschiedenissen, bijvoorbeeld die van Anbeek uit 1999 en Brems uit 2005.